# مطار أوين روبرتس الدولي
مطار أوين روبرتس الدولي (بالإنجليزية: Owen Roberts International Airport)‏ (إياتا: GCM، إيكاو: MWCR)، هُو مطار دولي يخدم غراند كايمان في جزر كايمان.

## الوجهات وشركات الطيران

### النقل الجوي
| شركـات طيـران            | الوجهات |
| ------------------------ | --- |
| طيران كندا               | تورونتو بيرسون |
| الخطوط الجوية الأمريكية  | شارلوت، دالاس فورت ورث، ميامي رحلات موسمية: شيكاغو، نيويورك جون إف كينيدي، فيلادلفيا                                 |
| الخطوط الجوية البريطانية | لندن هيثرو، ناساو |
| Caribbean Airlines       | كينغستون |
| Cayman Airways           | كايمان براك ‏، هافانا، كينغستون، ميامي، نيويورك جون إف كينيدي، رواتان، تامبا رحلات موسمية: دنفر، لا سيبا، مونتيغو باي |
| Cayman Airways Express   | كايمان براك ‏، ليتل كايمان ‏                                                                                           |
| خطوط دلتا الجوية         | أتلانتا، نيويورك جون إف كينيدي رحلات موسمية: ديترويت، منيابولس-سنت بول                                               |
| خطوط جيت بلو الجوية      | فورت لودردايل ‏، نيويورك جون إف كينيدي رحلات موسمية: بوسطن                                                            |
| خطوط ساوث ويست الجوية    | فورت لودردايل ‏ رحلات موسمية: بالتيمور                                                                                |
| خطوط بلاد الشمس الجوية   | رحلات موسمية: منيابولس-سنت بول                                                                                       |
| الخطوط الجوية المتحدة    | هيوستن جورج بوش، نيو آرك رحلات موسمية: شيكاغو، واشنطن دولس                                                           |
| WestJet                  | تورونتو بيرسون |

### الشحن الجوي
| شركـات طيـران | الوجهات |
| ------------- | ------- |
| IBC Airways   | ميامي   |